# TKPE 1–4, 16, 17
Die Dampflokomotiven TKPE 1–4, 16, 17 bildeten eine Schnellzug-Lokomotivreihe der Turnau-Kralup-Prager Eisenbahn (TKPE).
Die ersten vier Stück dieser Reihe lieferte die Wiener Neustädter Lokomotivfabrik 1865, zwei weitere folgten 1874 von der Mödlinger Lokomotivfabrik.
Sechs baugleiche Maschinen baute Sigl in Wien 1867–1868 für die Böhmische Nordbahn (BNB), die ihnen die Nummern 1–6 gab.
1883 übernahm die BNB die TKPE und damit die sechs baugleichen Fahrzeug als Reihe BNB I mit den Nummern 1–6, während die eigenen sechs Loks die Reihenbezeichnung II und die Nummern 7–12 erhielten.
Als die BNB 1908 verstaatlicht wurde, übernahmen die k.k. österreichischen Staatsbahnen (kkStB) von den TKPE-Maschinen noch ein Exemplar als 123.06 und fünf von den BNB-Lokomotiven als 123.01–05.
Nach dem Ersten Weltkrieg kamen zwei Exemplare zu den tschechischen Staatsbahnen (ČSD). Die 123.05 wurde 1918 ausgemustert, ohne eine ČSD-Nummer erhalten zu haben; die 123.02 bekam die ČSD-Nummer 232.301 und wurde 1924 ausgemustert.